# Ina Pichlmayr

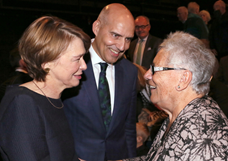
Ina Pichlmayr (rechts) im Gespräch mit Elke Büdenbender und Eckhard Nagel, 2017

Ina Pichlmayr (geboren am 24. September 1932 in Wahlstatt, Schlesien) ist eine deutsche Anästhesiologin und Medizinprofessorin. Sie ist Mitbegründerin des Rehabilitationszentrums Ederhof, einer Sonderkrankenanstalt in Iselsberg-Stronach (Osttirol) zur Rehabilitation von Kindern und Jugendlichen und deren Eltern vor und nach Organtransplantation.

## Leben
Ina Pichlmayr wurde in Schlesien geboren, studierte ab 1950 Medizin an der Universität München und schloss ihr Studium 1956 ab. Im selben Jahr wurde sie auch an der Medizinischen Fakultät der Ludwig-Maximilians-Universität München promoviert. Von 1957 bis 1958 war sie zunächst als Medizinalassistentin tätig und absolvierte dann von 1959 bis 1963 bei L. Zürn und D. Beer die Facharztweiterbildung für Anästhesie an der Anästhesieabteilung der von R. Zenker geleiteten Chirurgischen Universitätsklinik in München. Ab 1961 war Pichlmayr dort die erste Oberärztin der Abteilung. Nach der Habilitation 1968 in München wechselte sie im selben Jahr an die Anästhesieabteilung der Medizinischen Hochschule Hannover (MHH). Hier wurde sie 1972 zur Professorin für Anästhesiologie ernannt. Von 1974 bis zu ihrer Emeritierung am 1. Oktober 1997 hatte sie die Leitung der Anästhesieabteilung IV des Instituts für Anästhesiologie der MHH inne.
Gemeinsam mit ihrem Mann, dem Chirurgen Rudolf Pichlmayr, gründete sie den Ederhof, eine Stiftung zur Rehabilitation von Kindern und Jugendlichen und deren Eltern vor und nach Organtransplantation. Nach dem Tod ihres Mannes übernahm sie bis 2001 dessen Leitung.
Pichlmayr ist Mutter von fünf Töchtern.

## Ehrung
2010 wurde das Mentoring-Programm für Nachwuchswissenschaftlerinnen der MHH in Ina-Pichlmayr-Mentoring (IPM) umbenannt.

## Veröffentlichungen (Auswahl)
- mit U. Lips und H. Künkel: Das Elektroenzephalogramm in der Anästhesie. Grundlagen, Anwendungsbereiche, Beispiele. Springer-Verlag, Berlin / Heidelberg / New York / Tokyo 1983, ISBN 3-540-11898-5.
- mit Peter Lehmkuhl: EEG-Überwachung des Intensivpatienten. Springer, Berlin/Heidelberg 1988, ISBN 978-3-540-18593-2.
- mit Sabine Jeck-Thole: EEG-Leitfaden für Anästhesisten. Thieme, Stuttgart 1990, ISBN 978-3-13-740801-7.
- mit Rudolf Pichlmayr: Lebenschance Organtransplantation. Wissenswertes über Durchführung und Probleme der Organtransplantation. Thieme Verlag, Stuttgart 1991, ISBN 978-3-89373-146-6.
- mit Sabine Jeck-Thole, Ingrid Halbaum: Checkliste Anästhesiologie. Thieme Verlag, Stuttgart 1992, ISBN 978-3-13-770201-6.